# 팔면체

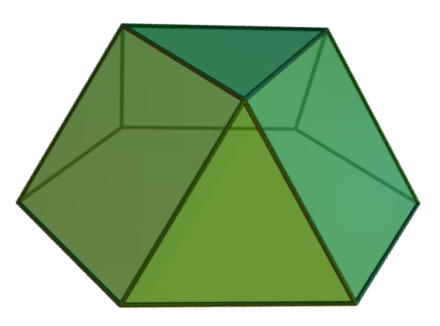

팔면체(八面體, 영어: octahedron)는 면이 8개인 다면체를 말한다. 팔면체에 속하는 다면체는 대표적으로 정팔면체 (또는 사각쌍뿔, 고른엇각기둥) 와 삼각지붕, 깎은 정사면체가 있다. 그 외에 육각기둥, 육각뿔대, 칠각뿔 등이 있다.

## 같이 보기
- 삼방팔면체
- 깎은 정팔면체
- 팔면체형 분자기하
- 정팔면체 대칭